# Монжове
Монжове́ (фр. Montjovet) — коммуна в Италии, располагается в автономном регионе Валле-д’Аоста.
Население составляет 1813 человека (2008 г.), плотность населения составляет 101 чел./км². Занимает площадь 18 км². Почтовый индекс — 11020. Телефонный код — 0166.
В коммуне 8 сентября особо празднуется Рождество Пресвятой Богородицы.

## Демография
Динамика населения: